# لاري كينغ (محامي)
لاري كينغ (بالإنجليزية: Larry King)‏ هو محامي أمريكي، ولد في 30 يناير 1945 في دايتون في الولايات المتحدة.